# 청전석

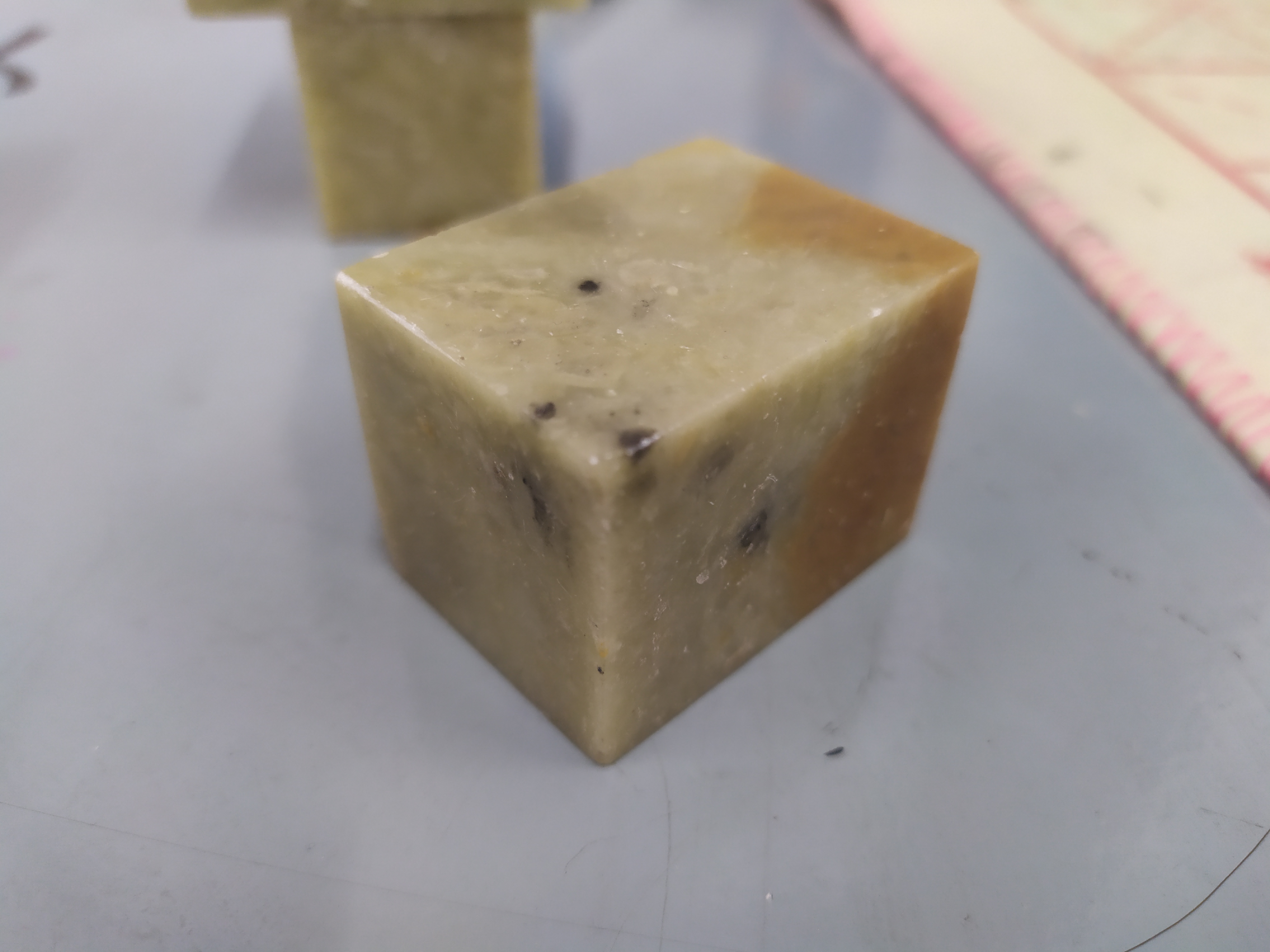
청전석

청전석(靑田石)은 중국 칭톈현에서 생산되는 석재이다. 색깔은 연한 녹색이다.